# العلاقات بين هونغ كونغ والمملكة المتحدة
تشير العلاقات بين هونغ كونغ والمملكة المتحدة إلى العلاقات الدولية التي تجمع بين هونغ كونغ ما بعد الاستعمار والمملكة المتحدة. كانت هونغ كونغ مستعمرة بريطانية منذ عام 1841 حتى عام 1941 ومرة أخرى منذ عام 1945 حتى عام 1997 عندما نُقِلت السيادة إلى الصين. تستند سياسة المملكة المتحدة تجاه هونغ كونغ إلى مصالحها التجارية الواسعة، والوفاء بالتزاماتها بصفتها الموقِّع الآخر على الإعلان الصيني البريطاني المشترك المتعلق بمستقبل هونغ كونغ، بالإضافة إلى دعم دستور هونغ كونغ المصغر، والقانون الأساسي، وذلك بموجب سياسة الصين التي تتبع مبدأ «بلد واحدة ونظامان مختلفان».

## الاتفاقيات الثنائية
تسمح المواد رقم 151 و153 و155 من قانون هونغ كونغ الأساسي للبلاد بإبرام اتفاقيات ثنائية غير عسكرية مع دول أجنبية؛ وتسمح المادة رقم 152 لهونغ كونغ بالانضمام إلى المنظمات الدولية.
تُعد هونغ كونغ والمملكة المتحدة عضوين كاملين في مجموعة العمل المالي ومنظمة التجارة العالمية، ومشاركان ثنائيان في اتفاقية الخدمات الجوية (منذ يوليو عام 1997)، واتفاقية تعزيز وحماية الاستثمار (منذ أبريل عام 1999)، واتفاقية المساعدة القانونية المتبادلة (منذ عام 2002)، واتفاقيات تسليم المجرمين الهاربين ونقل المحكوم عليهم (منذ مارس عام 1998)، واتفاقية تجنب الازدواج الضريبي (منذ عام 2010). ما تزال مؤسسات هونغ كونغ تحتفظ بالعضوية الكاملة والمنتسبة في رابطة جامعات الكومنولث وغيرها من المنظمات المناسبة تحت مظلة مؤسسة الكومنولث.

## العلاقات السياسية
تسمح المادتان رقم 82 و92 من القانون الأساسي لهونغ كونغ للبلاد بدعوة قضاة من دول القانون العام الأخرى للجلوس في محكمة الاستئناف النهائي. تواصل حكومة هونغ كونغ توظيف وترقية وتعيين مواطنين بريطانيين يملكون حق الإقامة في هونغ كونغ أم لا، في مناصب عليا في شرطة وقضاء هونغ كونغ. عُيِّن اللورد هوفمان، واللورد كلارك من ستون كوم-إيبوني، واللورد فيليبس من وورث ماترافيرز في محكمة الاستئناف النهائي كقضاة غير دائمين من مجالات القانون العام الأخرى. تسمح المواد رقم 99 و100 و101 من القانون الأساسي لهونغ كونغ بالتوظيف المستمر للمواطنين البريطانيين لشغل وظائف في الخدمة المدنية بهونغ كونغ، باستثناء المناصب التي تُعنى بصنع القرار السياسي.
تحتفظ المملكة المتحدة بالتزام دائم تجاه هونغ كونغ بعد نقل السيادة في عام 1997، بما في ذلك التقارير نصف السنوية المنتظمة عن هونغ كونغ إلى برلمان المملكة المتحدة، وتقديم الخدمة المناسبة إلى المواطن البريطاني (خارج البلاد)، وذلك بصفتها من الدول الموقعة على الإعلان المشترك مع جمهورية الصين الشعبية.

## التجارة والاستثمار
تأخد مئات الشركات البريطانية من هونغ كونغ مقرًا لها. تظل هونغ كونغ نقطة الانطلاق إلى سوق الصين الكبرى. تملك أكثر من 300 شركة مقرها المملكة المتحدة مقار أو مكاتب إقليمية في هونغ كونغ؛ ومن المتوقع أن يأتي المزيد منها لخدمة السوق المحلية في هونغ كونغ.
تُعد المصالح التجارية للمملكة المتحدة في هونغ كونغ واسعة النطاق، وتتنوع ما بين الخدمات المصرفية، والمتعلقة بالمحاسبة، والقانونية، والهندسية، وخدمات تكنولوجيا المعلومات، وتجارة التجزئة والتجارة العامة، إذ بلغت القيمة الدفترية للاستثمار أكثر من 33 مليار جنيه إسترليني في عام 2011. صدّرت المملكة المتحدة أكثر من خمسة مليارات جنيه إسترليني في البضائع بزيادة قدرها 20.5% عن العام السابق منذ عام 2011، فيجعل ذلك هونغ كونغ في المرتبة الثالث عشرة من بين أكبر وجهات التصدير في المملكة المتحدة، وثالث أكبر وجهة في آسيا والمحيط الهادئ بعد الصين والهند. يُعاد تصدير حوالي 4.2% من صادرات المملكة المتحدة إلى هونغ كونغ إلى البر الرئيسي للصين.
امتلكت شركات هونغ كونغ استثمارات تراكمية في المملكة المتحدة زادت قيمتها عن 25 مليار جنيه إسترليني في عام 2011.